# Halyciae
L'antica Halyciae (Αλύκιαι in greco antico) era  una  città della Sicilia occidentale la cui fondazione è attribuita agli Elimi assieme ad Erice, Segesta, Iaitas ed Entella.
Halyciae (chiamata anche Halykiai o Halykiae) è l'antico nome di uno degli stanziamenti attribuiti alla popolazione degli Elimi tra i popoli che risiedevano nella regione poco dopo il primo millennio a.C. In tempi più recenti venne chiamata Alicia. La sua reale locazione non è mai stata definita del tutto completamente ma gli scavi archeologici più recenti sembrano indicare con sufficiente probabilità che l'attuale città di Salemi in Provincia di Trapani sia costruita proprio sulle rovine dell'antica Halyciae.
Campagne di ricerca archeologica sono state condotte a Salemi dalla Northern Illinois University e sull'adiacente sito del Monte Polizo dagli archeologi della 'Stanford University, dell'Università di Göteborg, dell'Università di Oslo, nonché dalla Soprintendenza di Trapani.
Nel periodo della colonizzazione greca Halyciae fu alleata della vicina Segesta quando questa entrò in accesso conflitto con la città di Selinunte, alleata di Siracusa. Nel 396 a.C. quando Dionisio vinse sui Cartaginesi, Alicia si sottomise spontaneamente al tiranno ottenendo il titolo di città libera, titolo che mantenne anche in epoca romana. Per tale motivo la città poté avere un proprio governo e non fu soggetta al pagamento di tributi.
Nel 440 d.C. i saccheggi dei Vandali portarono un periodo di decadenza. Un periodo di forte ripresa economica e culturale si ebbe con l'arrivo degli Arabi. 
Fu allora che l'antica Alicia fu chiamata "Salemi".